# 키어런 트리피어
키어런 존 트리피어(영어: Kieran John Trippier, 영어 발음: /ˈkɪəˌrɔːn ˈtrɪpjər/, 1990년 9월 19일~)는 잉글랜드의 축구 선수로 포지션은 오른쪽 풀백이다. 현재 프리미어리그의 뉴캐슬 유나이티드 FC에서 활동하고 있다.
맨체스터 시티 FC의 유소년부에서 축구 선수 경력을 시작했지만 맨체스터 시티의 1군에 진입하지 못하고 반즐리 FC에서 2번 임대 생활을 보냈다. 2011년 번리 FC로 1시즌 동안 임대를 갔고 2012년 1월 비공개 이적료로 번리와 완전이적 계약을 체결했다. 그는 번리 소속으로 2012-13 시즌과 2013-14 시즌에 PFA 선정 EFL 챔피언십 올해의 팀에 2연속 선정되었다. 2014년 번리의 EFL 챔피언십 2등과 프리미어리그 승격에 기여했고 2015년 350만 파운드(약 62억 원)의 이적료로 토트넘 홋스퍼 FC로 이적했다. 그는 4시즌 동안 토트넘 홋스퍼 소속으로 활동하면서 2019 UEFA 챔피언스리그 결승전에 선발출전해 챔피언스리그 준우승을 달성했다. 2019년 아틀레티코 마드리드로 이적했고 아틀레티코 마드리드의 2020-21 시즌 라리가 우승에 기여했다. 2022년 아틀레티코 마드리드에서 뉴캐슬 유나이티드 FC로 이적했고 뉴캐슬 유나이티드에서의 첫 번째 시즌에 2022-23 시즌 PFA 올해의 팀과 뉴캐슬 유나이티드 올해의 선수에 선정되었다.
트리피어는 잉글랜드 U-18 축구 국가대표팀부터 잉글랜드 U-21 축구 국가대표팀까지 잉글랜드의 연령별 대표팀을 거쳤고 2009년 UEFA U-19 축구 선수권 대회와 2009년 FIFA U-20 월드컵에 출전했다. 그는 2017년 6월 잉글랜드 축구 국가대표팀에 데뷔했고 잉글랜드 성인 대표팀 소속으로 2018년 FIFA 월드컵, UEFA 유로 2020, 2022년 FIFA 월드컵, UEFA 유로 2024에 참가했다.

## 출전 통계
| 클럽       | 시즌    | 출전 | 득점 |
| ---------- | ------- | ---- | ---- |
| 반슬리     | 2009-10 | 3    | 0    |
| 반슬리     | 2010-11 | 41   | 2    |
| 번리       | 2011-12 | 50   | 4    |
| 번리       | 2012-13 | 48   | 0    |
| 번리       | 2013-14 | 46   | 3    |
| 번리       | 2014-15 | 41   | 0    |
| 토트넘     | 2015-16 | 19   | 1    |
| 토트넘     | 2016-17 | 22   | 0    |
| 토트넘     | 2017-18 | 35   | 0    |
| 토트넘     | 2018-19 | 38   | 1    |
| 아틀레티코 | 2019-20 | 33   | 0    |
| 아틀레티코 | 2020-21 | 35   | 0    |
| 아틀레티코 | 2021-22 | 18   | 0    |
| 뉴캐슬     | 2021-22 | 7    | 2    |
| 뉴캐슬     | 2022-23 | 46   | 1    |
| 뉴캐슬     | 2023-24 | 39   | 1    |
| 뉴캐슬     | 2024-25 | 31   | 0    |

## 수상 내역
구단
 맨체스터 시티 FC 유소년팀
- FA 유스컵: 2007-08[2]

 아틀레티코 마드리드
- 라리가: 2020-21[3]

 뉴캐슬 유나이티드 FC
- EFL컵 : 2024-25

국가대표팀
 잉글랜드 U-19 축구 국가대표팀
- UEFA U-19 축구 선수권 대회 준우승: 2009[4]

 잉글랜드 축구 국가대표팀
- UEFA 유럽 축구 선수권 대회 준우승: 2020[5], 2024[6]

개인
- 반즐리 FC 올해의 신인: 2010-11[7]
- 번리 FC 올해의 선수: 2011-12[8]
- PFA 올해의 팀: 2012-13 EFL 챔피언십[9], 2013-14 EFL 챔피언십[10], 2022-23 프리미어리그[11]
- 뉴캐슬 유나이티드 FC 올해의 선수: 2022-23[12]
- 북동부 축구기자협회 선정 올해의 선수: 2023[13]